# Back at Your Ass for the Nine-4
Back at Your Ass for the Nine-4 è un album del gruppo Southern rap 2 Live Crew. Raggiunse la posizione #52 della Billboard 200 e la #9 della Billboard R&B.

## Tracce
1. Intro – 0:52
2. Dem A Talk – 3:53
3. Sex...Sex – 0:17
4. Hell, Yeah – 3:38
5. Ohhh! – 0:18
6. Pussy And Dick Thing – 4:00
7. You Go Girl – 4:23
8. Joke's On You – 0:30
9. 2 Live Freestyle – 3:05
10. We Want Some Pussy II – 2:59
11. Show Him – 0:15
12. The Initiation – 4:28
13. Fuck Nigga – 3:13
14. Suck Good Dick – 0:20
15. Suck My Dick – 4:47
16. Fuck 'Em (Intro) – 0:07
17. Fuck 'Em – 3:58
18. Work It – 0:41
19. Work That Pussy – 3:39
20. Pigs Fuckin' – 0:14
21. Capt. Dick And The Dolemite – 4:22
22. Drop Your Draws – 0:26
23. The Trick – 4:23
24. Mega-Mix – 5:10